# Marksuhl
Marksuhl – część gminy (Ortsteil) Gerstungen w Niemczech, w kraju związkowym Turyngia, w powiecie Wartburg. Do 5 lipca 2018 samodzielna gmina pełniąca funkcję "gminy realizującej" (niem. "erfüllende Gemeinde") dla dwóch gmin wiejskich: Ettenhausen a.d. Suhl oraz Wolfsburg-Unkeroda.